# Simpsonovské vánoční zkazky
Simpsonovské vánoční zkazky (v anglickém originále Simpsons Christmas Stories) je 9. díl 17. řady (celkem 365.) amerického animovaného seriálu Simpsonovi. Scénář napsal Don Payne a díl režíroval Steven Dean Moore. V USA měl premiéru dne 18. prosince 2005 na stanici Fox Broadcasting Company a v Česku byl poprvé vysílán 20. ledna 2008 na stanici ČT2.

## Děj

### Marie a Josef
Když se reverend Lovejoy nemůže zúčastnit vánočního kázání kvůli havárii vlaku, okamžitě se ho ujme Ned Flanders. Jakmile se však pořeže papírem a omdlí, rozhodne se Homer vést kázání a vypráví příběh prvních Vánoc. 
Marie (Marge) řekne Josefovi (Homer), že je těhotná, přestože je panna. Zjeví se jim anděl Gabriel (Líza) a vysvětlí jim, že Marie porodí Božího syna. Tři mudrci (doktor Dlaha, ředitel Skinner a profesor Frink) řeknou králi Herodovi (pan Burns), že jdou dát židovskému králi zlato, kadidlo a myrhu. Když se Herodes domnívá, že dary jsou určeny pro něj, muži mu vysvětlí, že jsou pro nemluvně. Herodes se rozzlobí a zosnuje plán, jak dítě zabít. 
V betlémském hostinci řekne hostinský (Vočko) Marii a Josefovi, že má k dispozici spoustu pokojů se zbrusu novým kobercem. Když však Marii praskne voda, donutí je, aby zůstali ve stodole. Marie úspěšně porodí Ježíška (Bart) a tři mudrci spolu se dvěma pastýři (Lenny a Carl) se přijdou podívat na dítě. Josef je rozrušený, protože není Ježíšovým otcem, a když se napije vína, dítě ho promění ve vodu. 
Když nemluvně stále pláče, Marie ho dá Josefovi. Ten ho zabaví tím, že ublíží sobě i jednomu z mudrců. Když Ježíšek konečně usne, Herodes a jeho vojsko najdou jesle, ve kterých se zdržuje. Utečou a oklamou vojáky tím, že Ježíšovu svatozář nasadí na kachnu. Na vrcholu kopce Josef pokácí smrk, a když se skutálí dolů, vojáci se v něm zachytí. Vojáci spolu s Herodem jsou na stromku rozmístěni jako ozdoby a kachna, která má stále na sobě svatozář, stojí na vrcholu stromku. Marie to nazve vánočním stromkem a Homer končí svou službu. 

### Viděl jsem dědečka, jak nadává na Santu Clause
Když Bart a Líza najdou dědu, jak se snaží na vrchol komína nalepit past na medvědy, děda jim řekne, že se snaží pomstít Santu Clausovi. Když se Bart zeptá proč, děda vzpomíná, jak za druhé světové války spolu se svým bratrem Cyrusem (předtím ani po odvysílání této epizody nebyl zmíněn) v doprovodu pana Burnse odháněli japonská letadla, když Cyruse sestřelili. Krátce poté dědovi a Burnsovi ustřelí křídla letadla a oni uvíznou na ostrově. Po několika měsících spatří na obloze letadlo a Burns ho sestřelí. Když to však jdou prozkoumat, zjistí, že je to ve skutečnosti Santa Claus. Postaví mu nové sáně a posbírají všechny dárky. Když se Santa chystá odjet, Burns ho omráčí kokosovým ořechem a odletí na saních s úmyslem nechat si všechny dárky pro sebe. 
Děda ho dožene na Prášilovi, který zůstal pozadu, protože ho Santa nemohl najít, a naskočí na saně. Poté, co Burnse porazí trojkolkou, vrátí saně Santovi. Když Santa odjíždí, řekne dědovi, že se za pár dní vrátí. Ten se však nevrátí a Děda musí vystoupit pomocí vodního skútru, který vyrobil z kokosových ořechů. Bart a Líza se domnívají, že je to jen další z dědových příběhů přitažených za vlasy, ale když uslyší v doupěti ránu, zjistí, že je tam Santa. Ten jim řekne, že Cyrus nezemřel, ale zřítil se na Tahiti. Santa tam dědu vezme a setkají se s Cyrusem a jeho 15 ženami. Santa dědovi vysvětlí, že se pro něj na ostrov nevrátil kvůli jeho otálení, a nakonec se za to stydí. Když Abe komentuje Cyrusových 15 manželek a sex, který musí mít, Cyrus podotkne, že jsou to manželky, ne přítelkyně. 

### Louskáček
Poté, co děti ze Springfieldské základní školy zahrají Louskáčka, začnou všichni chodit po svých a zpívat si do rytmu písní ze hry. Děje se tak po zmínce, že tyto písně jsou ve veřejném vlastnictví, a tudíž mohou být – a jsou – hrány neustále zdarma. Po úvodním čísle (zpívaném na melodii „Marche“) pokračuje Vočko ve své sváteční tradici pokusů o sebevraždu (prováděných na melodii „Dance of the Flutes“) – nejprve se oběsí na provázku z popcornu, který se pod jeho vahou přetrhne, poté vjede na saních do otevřeného provozu, ale všechna auta jej minou, a následně se střelí do hlavy revolverem, jenž mu druhým uchem vyšle vlajku „Veselé Vánoce“. Při čtvrtém pokusu Vočko požádá Barneyho, aby ho zabil, místo aby mu koupil dárek, ale Barney už mu koupil vlněnou čepici.
Večer Marge řekne Homerovi, že se mu bude líbit dárek, který mu dala. Protože jí zapomněl něco koupit a nechce ji naštvat, řekne jí Homer, že jeho dárek pro ni je venku, a pak se horečně vrhne ven, aby dárek našel (zpívá se na melodii písně „Trepak“). Všechny obchody jsou zavřené a jediné, co má Apu v Kwik-E-Martu, je sušené maso ze pstruhů. Homer hledá v popelnicích, okapech, na stromech, a dokonce pronásleduje Milhouse, ale nemůže nic najít. 
Když se vrátí domů, Marge dá Homerovi dárek (hotové „Pas De Deux“). Rozbalí ho a vidí, že je to další dárek s visačkou, na které je napsáno: „Marge od Homera“. Marge mu řekne, že věděla, že jí zapomene dát dárek, a tak mu dala jeden, aby ho dal jí. Dá jí ho, ona ho rozbalí a Homer vidí, že je to obrázek jeho převlečeného za Santu s Marge na klíně. Obejmou se a políbí a Vočko se popáté neúspěšně pokusí o sebevraždu tím, že jede na saních směrem k plně naloženému traktorovému návěsu.

## Přijetí
Ve Spojených státech díl během premiéry sledovalo 9,8 milionu diváků.
Patrick D. Gaertner ze serveru Puzzled Pagan napsal: „Podivná a matoucí epizoda. Opravdu netuším, o co v ní jde. Obvykle se mi líbí díly, které používají vzorec Speciálních čarodějnických dílů, ale tenhle je prostě takový divný. Nemá žádnou strukturu, přestože je nastavený tak, že by ji mohl mít. Proč tenhle díl nebyl jenom Homerovo vyprávění vánočních příběhů na kázání v kostele? To by dávalo mnohem větší smysl. Ale místo toho jsme dostali tuhle šílenou epizodu s nevýrazným prvním vánočním příběhem, příšerným příběhem o dědečkovi a pak několika náhodnými scénami, které vyplňují stopáž. Ta část s dědou je tak divná. Jako by epizoda prostě zapomněla, že díl Zuřící dědeček a jeho reptající vnuk tak dobře vylíčil dědečkovy činy za druhé světové války, a pak to všechno změnila na tenhle příšerný příběh. Dokonce dědovi představili náhodného sourozence, jen aby se o něm už nikdy nezmínili. A ani nevím, co říct k té poslední části. Prostě to nemá nic společného! Pořád jsem čekal, kdy se začne něco dít, ale jsou to jen náhodné myšlenky, které s ničím nesouvisí.“.
Server Gabbing Geek uvedl, že díl byl „opravdu divný“. Pokračoval: „Poslední akt byl hlavně hudební komedie, kdy Simpsonovi a jejich přátelé a sousedé dělali věci na hudbu z Louskáčka, protože je to volné dílo nebo co. A uprostřed bylo něco, kde za druhé světové války dědu s panem Burnsem sestřelili v Pacifiku. (…) Ale první část byla asi nejlepší, protože v ní Homer vyprávěl příběh prvních Vánoc ostatním návštěvníkům kostela, když měl reverend Lovejoy (modelovou) nehodu s vlakem a záložní kněz Ned Flanders omdlel z pořezání papírem. Homer ve svém vyprávění převtěluje sebe do Josefa, Marge do Panny Marie, Barta do Ježíška, Lízu do anděla apod. Je tam spousta svatokrádežných věcí, které se dají nejlépe vysvětlit jako ‚takhle si Homer myslí, že vypadá Bible‘. Bylo to opravdu, opravdu divné.“.
Don Payne byl za scénář k této epizodě nominován na Cenu Sdružení amerických scenáristů za vynikající scénář k animovanému filmu na 59. ročníku těchto cen.
V roce 2018 novinář Sam Greenspan v retrospektivním srovnání všech vánočních dílů Simpsonových na webu 11 Points zařadil Simpsonovské vánoční zkazky na 9. místo.